# 伊赫季亚尔·纳夫鲁佐夫
伊赫季亚尔·纳夫鲁佐夫（1989年7月5日—），乌兹别克斯坦男子摔跤运动员。他曾代表乌兹别克斯坦参加2012年和2016年夏季奥林匹克运动会摔跤比赛，其中2016年奥运会获得一枚铜牌。